# Thomsoniet-Sr
Het mineraal thomsoniet-Sr is een gehydrateerd aluminium-strontium-silicaat, met de chemische formule (Sr,Ca)2Na(Al5Si5O20) · 7H2O. Thomsoniet-Sr-kristallen zijn meestal kleurloos en bezitten een orthorombische kristalstructuur. Het mineraal is noch magnetisch, noch radioactief. Thomsoniet-Sr behoort tot de zeolieten en is een van de mogelijke variëteiten van thomsoniet; het andere is het calciumhoudende mineraal thomsoniet-Ca.

## Naamgeving
Thomsoniet-Sr is in 1820 genoemd als eerbetoon aan de Schotse scheikundige en geoloog Thomas Thomson. Daarvoor had het ongeveer 20 verschillende namen. Pas in 1997 werd duidelijk dat er eigenlijk 2 variëteiten van thomsoniet bestonden.

## Ontstaan en herkomst
Thomsoniet-Sr is, in tegenstelling tot thomsoniet-Ca, een eerder zeldzaam voorkomend mineraal. Het wordt vooral aangetroffen in hydrothermale aderen (langgerekte holtes in gesteente die gevuld zijn met een warme, waterige massa die veel metalen bevat), meestal in combinatie met natroliet en pegmatiet.

## Kenmerken
Thomsoniet-Ca behoort tot de zeolietgroep en is dus een tectosilicaat. Aan de molecule, bestaande uit de elementen strontium, calcium, natrium, aluminium, silicium en zuurstof, zijn 7 moleculen kristalwater vastgehecht. Bij verhitting stoot het, zoals alle zeolieten, dit kristalwater uit. Thomsoniet-Ca lost gedeeltelijk op in zoutzuur en verandert dan in een soort gel (dit proces heet gelatinisatie).